# Monika Nebeská
Monika Nebeská (* 16. ledna 1969) je česká manažerka v zemědělství, předsedkyně představenstva společnosti Zemědělské družstvo Všestary. V lednu 2023 byla zvolena předsedkyní Zelinářské unie Čech a Moravy, z.s. Je místopředsedkyní Správní rady České zemědělské univerzity, v únoru 2024 byla jmenována do Správní rady Univerzity Hradec Králové. V březnu 2023 se stala první předsedkyní Klubu zemědělských manažerek, který založil Zemědělský svaz ČR.
Její jméno je nejvíce spojováno s úspěchem Všestarské cibule, která je od roku 2008 v bruselském rejstříku chráněných zeměpisných označení původu. V červnu 2021 byla mezinárodním časopisem Forbes zařazena mezi 150 nejvlivnějších žen Česka.
Je členkou výkonných orgánů řady profesních organizací zemědělského odvětví, např. dozorčí rady Agrární komory ČR nebo představenstva Zemědělského svazu ČR.

## Vzdělání, profese, rodina
Vyrůstala a žije v Hradci Králové. V roce 1992 získala inženýrský diplom na Vysoké škole ekonomické. Je mimo jiné i absolventkou Ústavu jazykové a odborné přípravy Univerzity Karlovy (2000) či jazykové školy v Londýně (2015). Je vdaná, má syna.

## Působení v zemědělství
V roce 1996 se stala ekonomem v Zemědělském družstvu Všestary. Od roku 2003 působí na pozici finanční ředitelky a místopředsedkyně představenstva. V roce 2009 byla jmenována do funkce ředitelky družstva a zároveň zvolena předsedkyní představenstva. Stala se tak historicky první předsedkyní představenstva zemědělského družstva v ČR. V roce 2021 oslavila 25. výročí působení ve firmě.
Založila dceřiné společnosti Vital Czech s.r.o., Vital komodity s.r.o., Vital odbytové družstvo a FytAgro s.r.o. a FytEko s.r.o. Od roku 2016 je také jednatelkou ve firmě AGROCHOV spol s r.o., ve které Zemědělské družstvo Všestary nákupem získalo absolutní většinu.
Od roku 2007 je členka představenstva Okresní agrární komory v Hradci Králové, od roku 2017 předsedkyně kontrolní komise Spolku vlastníků, provozovatelů a uživatelů závlahových zařízení ČR, z.s. V roce 2021 vystoupila jako spíkr na prestižním evropském fóru FFA2021a stala se členkou rady ELO - European Landowners Organisation.  

## Ocenění

### Manažerská ocenění
- 2024: Ocenění TOP CEO 2024 v kategorii ženy[14]
- 2021: Nositelka čestného titulu Lady Pro 2020[15]
- 2016: Ocenění Manažer odvětví zemědělství a služby
- 2015: Ocenění TOP10 Manažer roku 2015[16][17]
- 2014: Nositelka čestného titulu Lady Pro 2013[18]

### Ocenění za společnost ZD Všestary
- 2023: Českých 100 nejlepších v oboru Životní prostředí - zemědělství - potravinářství[19]
- 2021: Generali SME EnterPRIZE - umístění v TOP 10[20]
- 2018: Českých 100 nejlepších[21][22]
- 2017: Českých 100 nejlepších v oboru Zemědělství a potravinářství[23]

## Veřejné aktivity
Svými aktivitami se podílí na živém příběhu kulturního dědictví venkova a jeho krajiny. Mimo jiné je mentorkou neziskových organizací – Komitét pro udržování památek z války roku 1866, stacionář Daneta v Hradci Králové, hasičská a myslivecká sdružení v celém mikroregionu.[zdroj⁠?!]
Pod záštitou ministra zemědělství České republiky a záštitou Královéhradeckého kraje pořádá tradiční zemědělské dny s názvem Oslava Všestarské cibule a mléka. Jde o slavnost - projev úcty k tradici našich předků, zemědělské půdě a úrodě. Je určena pro všechny přátele a příznivce zemědělství ať už z řad profesionálů či laické veřejnosti. Akce má regionální přesah s návštěvností až 4 tis. lidí.
Pravidelně je zvána jako odbornice pro oblast zemědělské výroby a manažerka k diskusím a prezentacím na rozličných fórech určených nejen pro odbornou veřejnost. Poskytuje také rozhovory pro různá periodika, a to jak o zemědělské tematice, tak o aktuálním dění v tomto oboru. 